# شتاير
شتاير (بالألمانية: Steyr) هي بلدية ومدينة بالصفة في ولاية النمسا العليا، تقع بين سالزبورغ وفيينا.

## المدن التوأمة
مدن بيت لحم، كاترنغ، أوهايو، بلاوين، سان بينيدتو دل ترونتو وايزنيرتس هي مدن توأمة لـاشتاير.

## أعلام
- كيفن شتوغر
- أليكس يورغن
- باربارا هاس
- جيورج هاردينغ
- ريتينباكر